# Alto de Mucumamó
El Alto Mucumamó es un prominente pico de montaña ubicado en el páramo de Mifafí de la Sierra La Culata en el Estado Mérida. A una altitud de 4.618 m s. n. m. el Mucumamó es una de las montañas más altas en Venezuela. El campamento base más usado para el ascenso es la laguna Mucumamó, al pie de la montaña.

## Etimología
La palabra «mucumamó» es parte de las desaparecidas lenguas indígenas de Mérida. El sustrato principal radica en la raíz mucu- que con frecuencia se usaba en el léxico indígena para denotar la idea de sitio o de lugar.

## Ascenso
El páramo de Mifafí es el sitio común para subir varios picos de gran altura andina. Entre ellos el Pico Los Nevados, el Pico El Buitre y el mismo pico Mucumamó. La dirección general es buscar el peñón conocido como «el Domo» siguiendo un camino bien delineado por donde puede subir un vehículo todoterreno. Al llegar a la base de las montañas se pierde el camino marcado. Por ello se usan las aristas del Pico como referencia. Antes de llegar a su cara sur, se avanza entre las colinas tupidas de frailejones, de inclinación leve a moderada.